# Солнечный факел
Со́лнечными фа́келами называют яркие поля, окружающие солнечные пятна. По сути дела, факелы представляют собой более яркие по сравнению с общим фоном образования, которые могут занимать большую часть видимой поверхности Солнца.

## Структура факелов
Структура факелов достаточно сложная. Она состоит из большого количества прожилок, ярких узелков, точек, иными словами факельных гранул, величина каждой из которых составляет до 30000 км.

## Образование факелов
Солнечные факелы образуются в активных областях магнитного поля Солнца. Их возникновение обусловлено препятствием движению вещества магнитным полем в том случае, когда оно происходит поперек силовых линий. Если энергия магнитного поля велика, то возможно движение вещества исключительно вдоль силовых линий. В противном случае слабое магнитное поле в факельной области не способно остановить достаточно мощных конвективных движений, хотя и может придать им более упорядоченный характер. Беспорядочные движения происходят как в вертикальной плоскости (в большей мере), так и в горизонтальной. Последние приводят к появлению трения между отдельными конвективными потоками, а затем они тормозятся магнитным полем, напряжённость которого в области факела гораздо меньше, чем в других областях. Это позволяет газам подниматься выше и переносить гораздо больший поток энергии. Таким образом, факелы появляются при усилении конвекции, которое вызвано слабым магнитным полем.

## Особенности факелов
Ближе к центру факелы практически не видны, зато на лимбе солнечного диска они очень заметны. Эта особенность указывает на то, что на некотором уровне в фотосфере температура факелов отличается от температуры соседних факелов, расположенных в других областях, на 200–300 К. По сравнению же с температурой окружающей среды, температура факелов больше примерно на 2000 К. Как правило, факелы объединяются в факельные поля. Нередко встречаются факельные поля, в которых не появляются пятна. Таким образом можно сделать вывод, что в факелах не обязательно должны быть солнечные пятна. Продолжительность жизни солнечного факела составляет 3-4 месяца.
Так же, как и количество пятен, количество факелов зависит от солнечной активности.